# Bolbitis costulata
Bolbitis costulata är en träjonväxtart som först beskrevs av William Jackson Hooker, och fick sitt nu gällande namn av Fraser-jenk. Bolbitis costulata ingår i släktet Bolbitis och familjen Dryopteridaceae. Inga underarter finns listade.